# Heussé
Heussé ist eine Ortschaft und eine ehemalige französische Gemeinde mit 191 Einwohnern (Stand 1. Januar 2022) im Département Manche in der Region Normandie. Sie gehörte zum Kanton Le Mortainais im Arrondissement Avranches.
Mit Wirkung vom 1. Januar 2016 wurden die bisherigen Gemeinden Le Teilleul, Ferrières, Heussé, Husson und Sainte-Marie-du-Bois zur namensgleichen Commune nouvelle Le Teilleul zusammengelegt. Die ehemaligen Gemeinden haben in der neuen Gemeinde den Status einer Commune déléguée. Der Verwaltungssitz befindet sich im Ort Le Teilleul.

## Lage
Nachbarorte von Heussé sind Buais im Westen, die Commune déléguée Le Teilleul im Norden, Mantilly im Osten, Désertines im Südosten und Fougerolles-du-Plessis im Südwesten.

## Bevölkerungsentwicklung

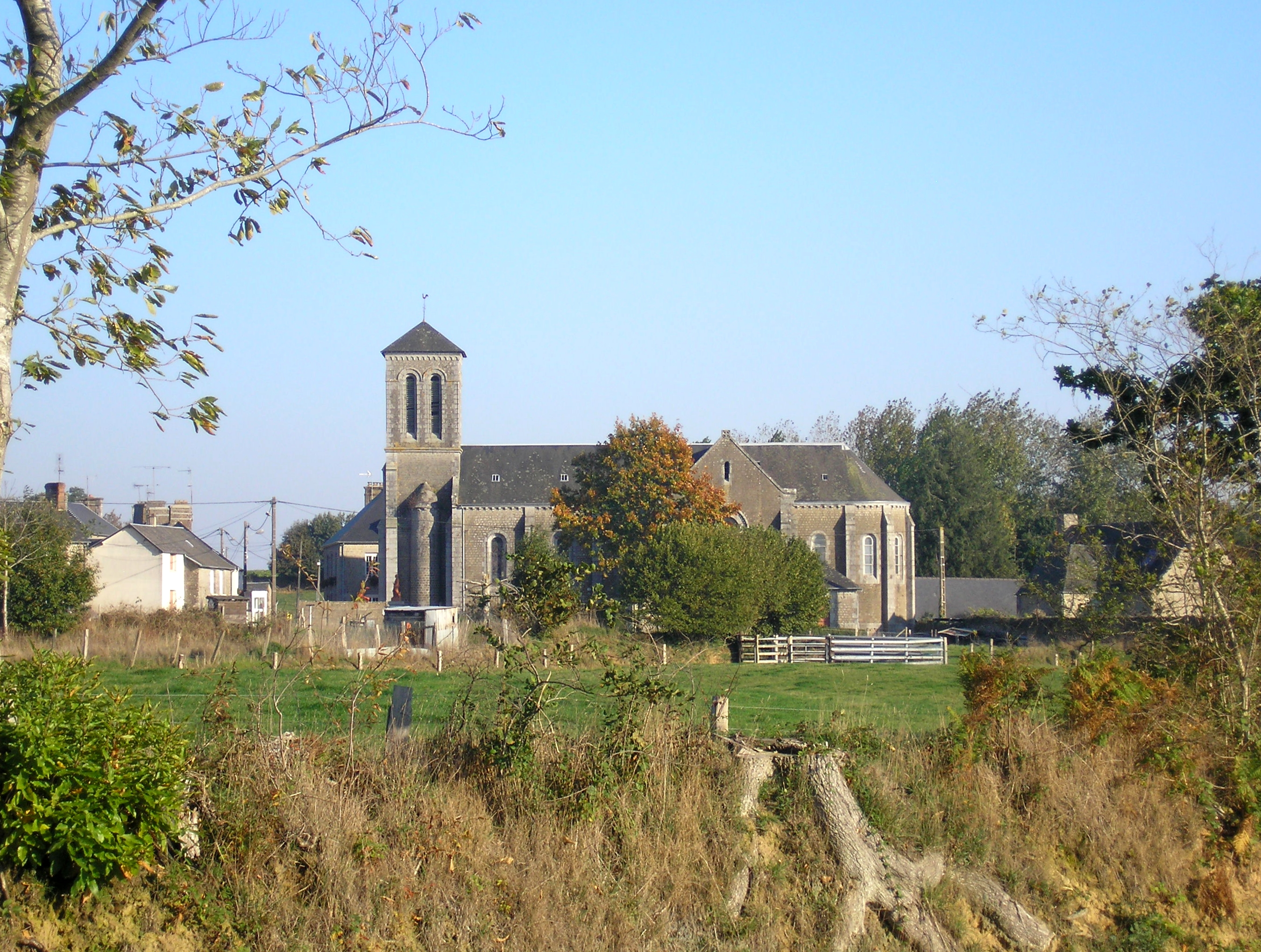
Kirche Saint-Pierre

| Jahr      | 1962 | 1968 | 1975 | 1982 | 1990 | 1999 | 2008 | 2015 |
| --------- | ---- | ---- | ---- | ---- | ---- | ---- | ---- | ---- |
| Einwohner | 437  | 401  | 364  | 339  | 302  | 267  | 247  | 228  |